# Lampenricht
Lampenricht ist ein Gemeindeteil von Gleiritsch.

## Geografie
Lampenricht liegt in der Region Oberpfalz-Nord im nordöstlichen Teil des Landkreises Schwandorf an der B 22, die von Cham in Richtung Weiden verläuft. An das Gemeindegebiet grenzt dort der Landkreis Neustadt an der Waldnaab an. Lampenricht liegt am Mühlbach, der südwestlich von Lampenricht in den Bach Gleiritsch mündet.

## Geschichte
In den ehemaligen Landkreisen Nabburg und Oberviechtach fallen drei große Gruppen von Ortsnamen auf, die über die Siedlungstätigkeit in dem Raum Aufschluss geben. Das sind die -dorf-Orte als älteste Siedlungsform in dem Gebiet, dann die richt- bzw. -ried-Orte und später die -hof-Orte (Bernhof). Bei den -dorf-Orten handelte es sich um Basissiedlungen, denen die -richt- und -ried-Orte im 11. und 12. Jahrhundert folgten. Diese waren Rodungssiedlungen (Grafenricht, Hartenricht, Dürnsricht, Frotzersricht, Traunricht, Zilchenricht, Trichenricht und Lampenricht). Urkundlich belegte Quellen liegen bisher nicht vor, allein aufgrund des Ortsnamens ist von einer Gründung nach der Jahrtausendwende auszugehen.
Im Gebiet um Gleiritsch und Lampenricht gab es mehrere kleine Steinbrüche, in denen Granitsäulen, Mauer- und Pflastersteine in Handarbeit gebrochen wurden. Die Kreisstraße von Lampenricht nach Bernhof wurde mit Schotter, der im Lieblbruch in Gleiritsch gebrochen wurde, gebaut. Die ehemaligen Brüche sind aufgrund des geringen Fördervorkommens zwischenzeitlich unrentabel.

## Dorfkapelle
Der Bau der Kapelle erfolgte im Jahre 1894. Vor diesem Zeitpunkt fanden Andachten in der Stube des alten Anwesens Schwandner in Lampenricht statt.
Im Nachbarort Gleiritsch bestand zu dieser Zeit keine eigenständige Seelsorgestelle. Die Betreuung erfolgte von Weidenthal aus. Immer wieder gab es Zeiten, in denen infolge des Priestermangels die Kooperatorenstelle in Weidenthal nicht besetzt war, so dass in dieser Zeit „in Gleiritsch außer einmal im Jahr“ über lange Zeit kein sonntäglicher Gottesdienst stattfand. Da Lampenricht von Weidenthal über eine Stunde Fußmarsch entfernt liegt, konnte es im Winter nur schwer erreicht werden. Der Bau der Kapelle sollte etwas Abhilfe schaffen. Das schlichte Innere der Kapelle schmückt ein kleiner Marienaltar und ein Kreuzweg.
Mit Schreiben vom 24. April 1895 bat der damalige Pfarrer Wieshuber aus Weidenthal den Bischof um Erlaubnis, „daß in der Ortskapelle in Lampenricht der von den Ortsbewohnern neu angeschaffte Kreuzweg durch einen Ordenspriester aus dem Franziskanerkloster Pfreimd geweiht und errichtet werde“. Die Kreuzwegweihe erfolgte am 5. Mai 1895 durch Pater Johannes Fuchslochner aus Pfreimd.
In der Zeit des Zweiten Weltkrieges musste die Glocke, wie auch anderorts, abgeliefert werden. Sie sollte zur Waffenproduktion eingeschmolzen werden. Sie blieb unbeschädigt und erfüllt noch heute ihren Dienst. 1984 wurde das Bauwerk vollständig renoviert.

## Bildergalerie

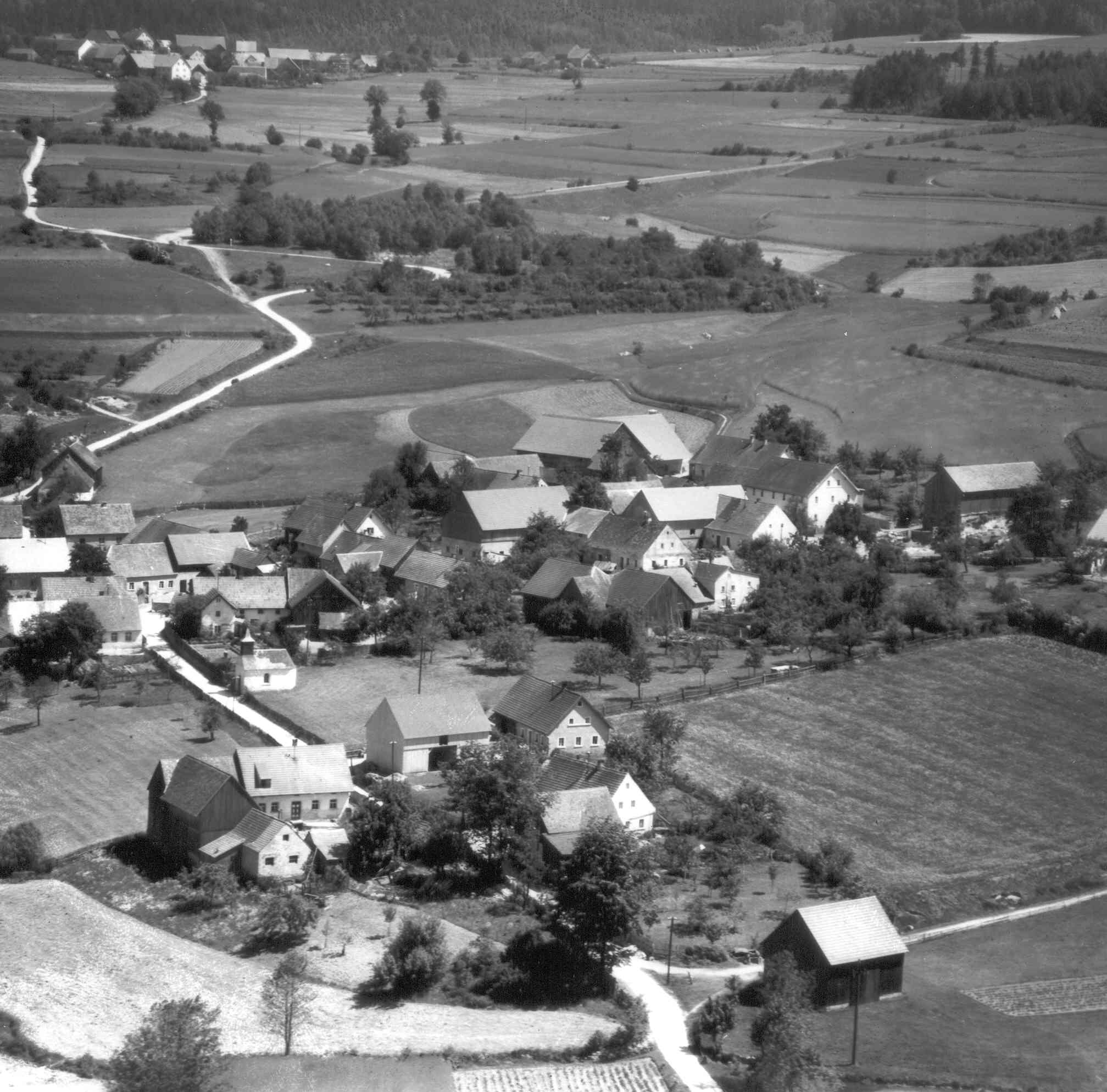
Lampenricht (1960)
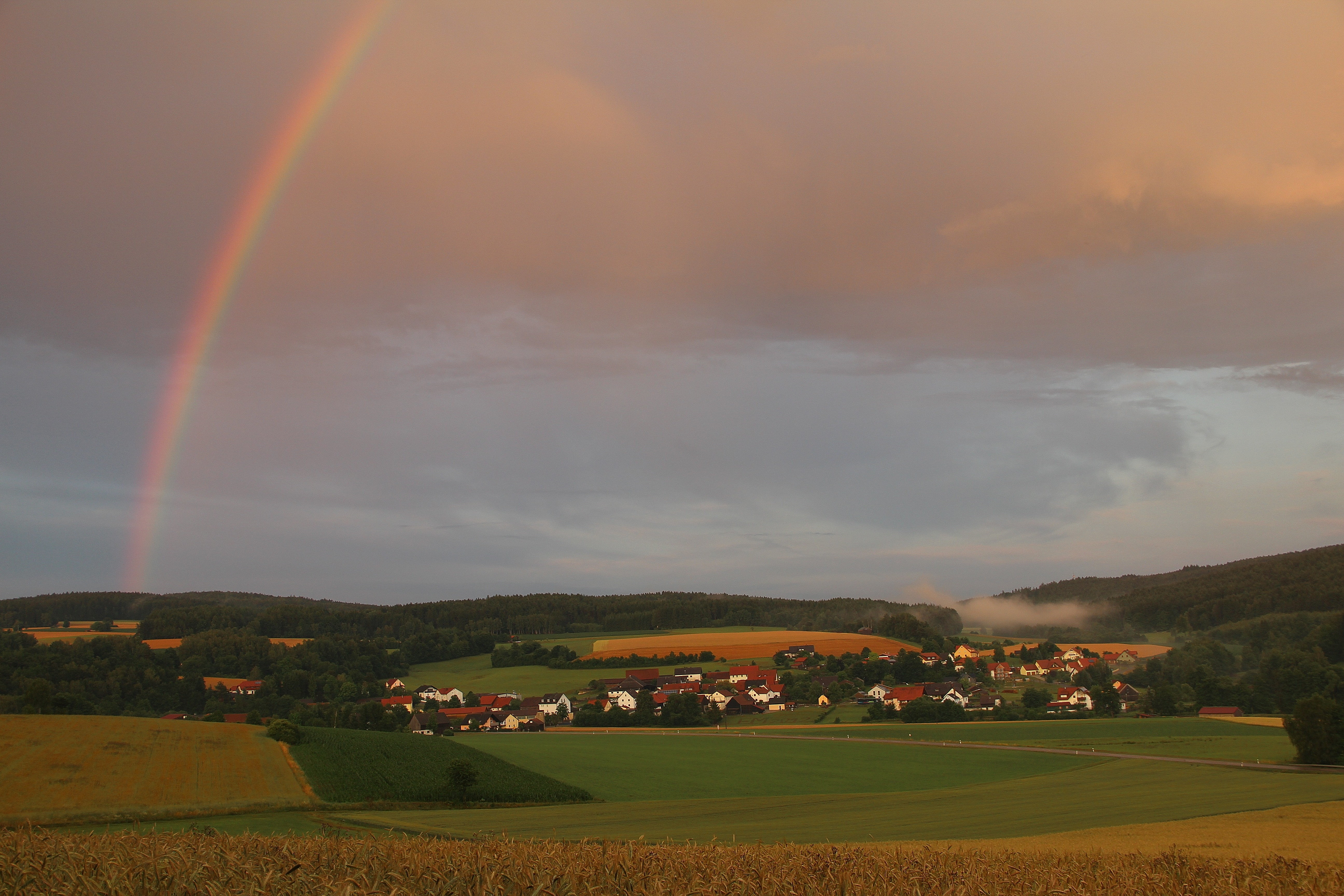
Lampenricht (2012)
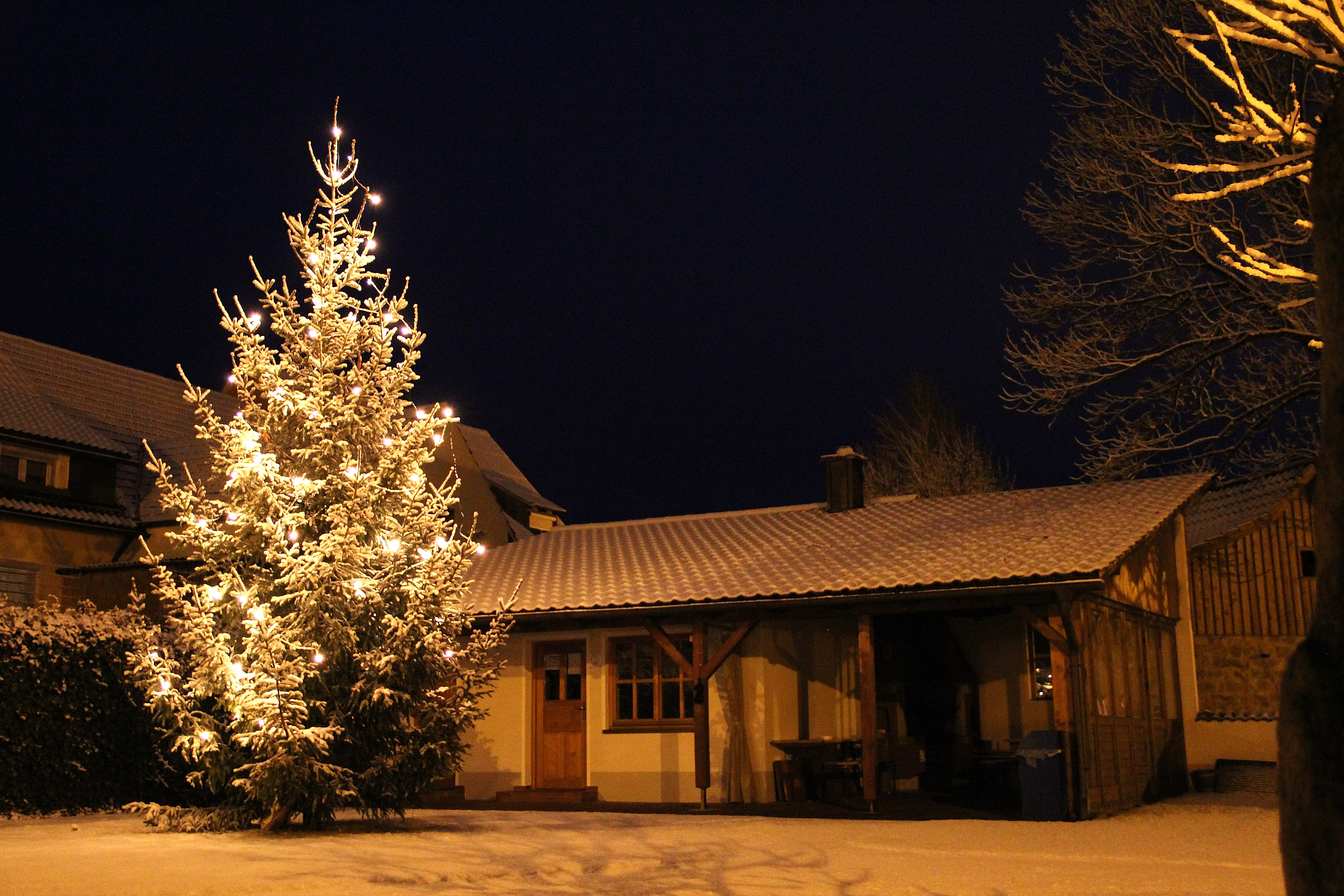
Dorfheim (2012)
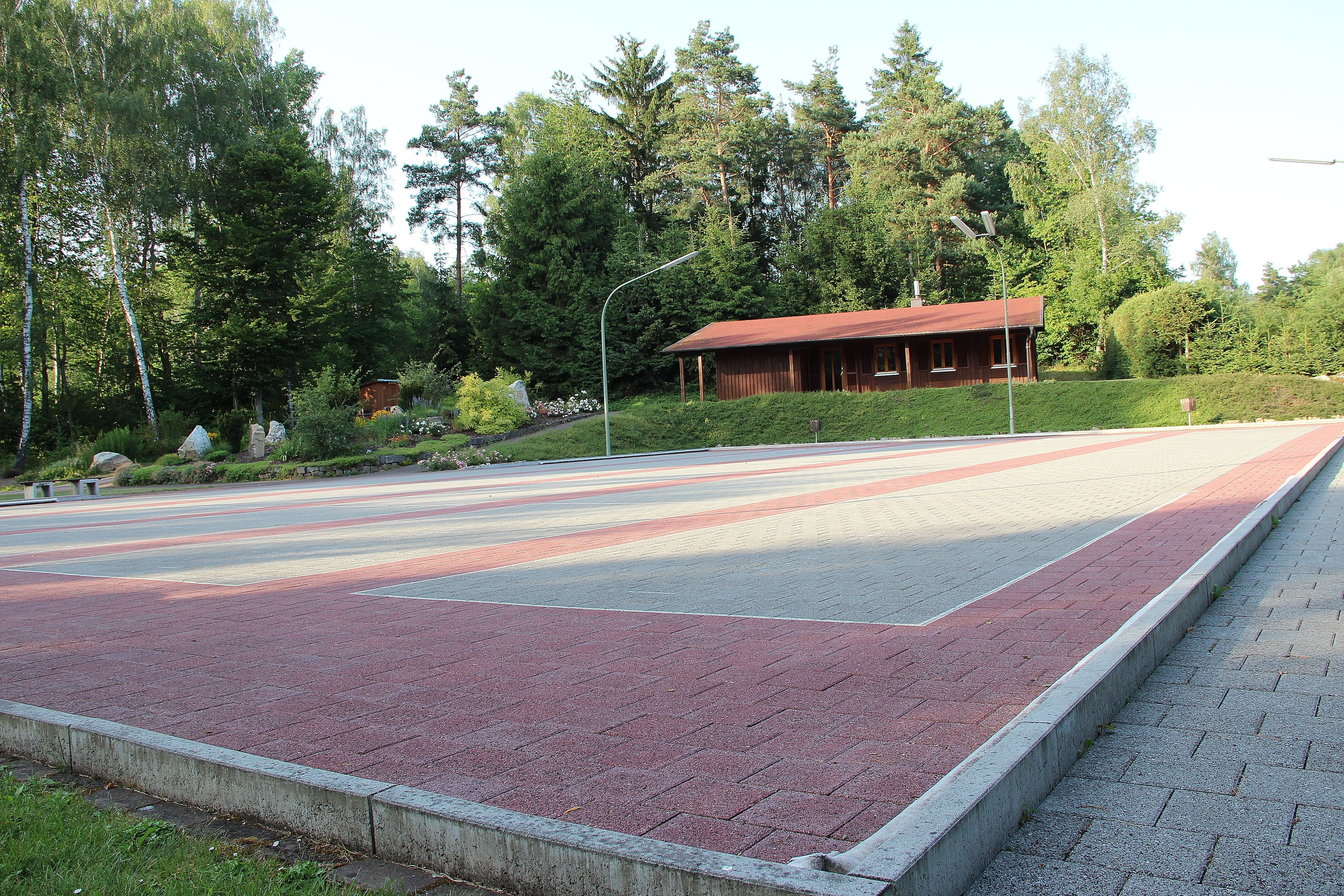
Sommerstockbahn (2012)
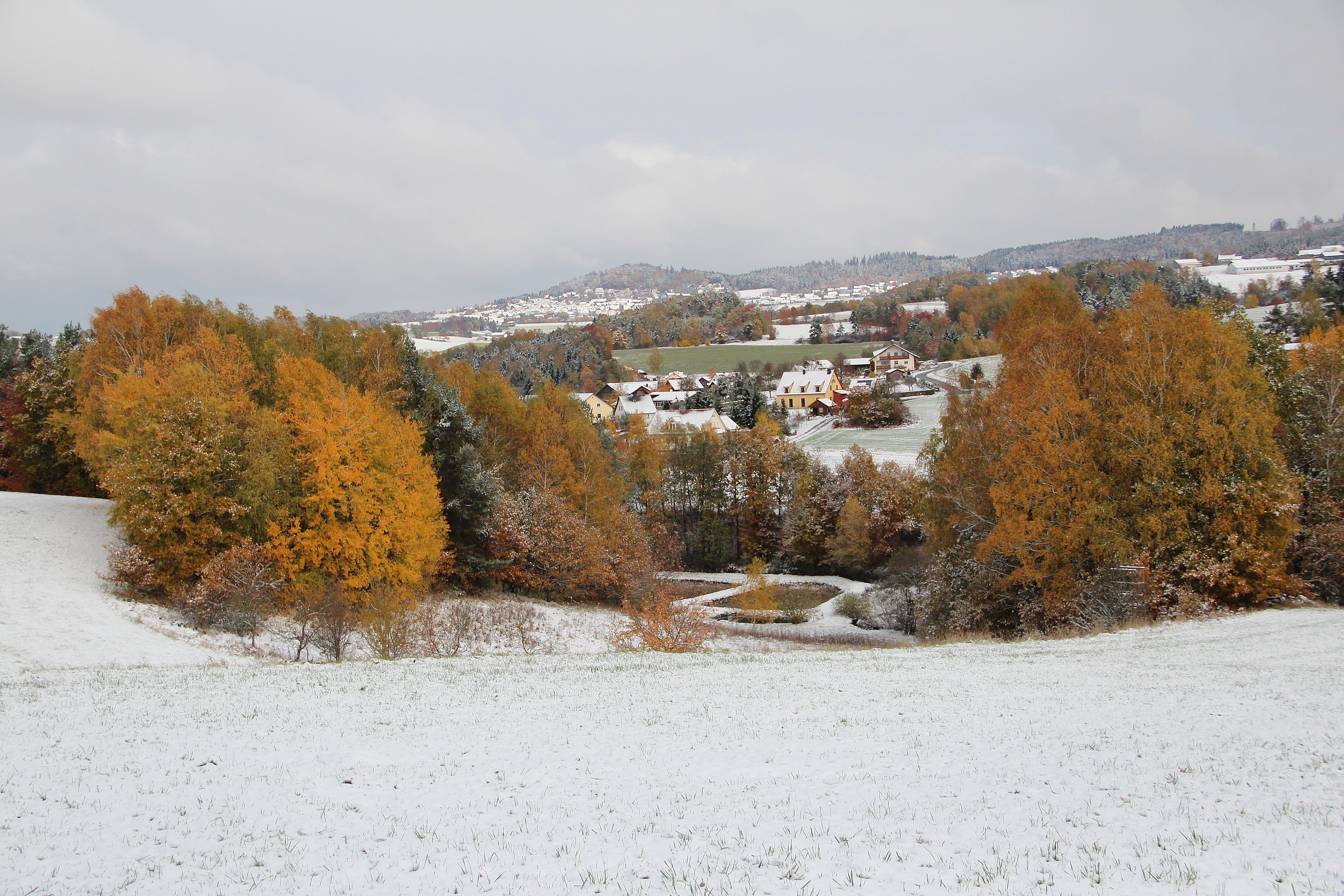
Lampenricht (Oktober 2012)